# Pflaumenfarbener Löwenzahn
Der Pflaumenfarbene Löwenzahn (Taraxacum bellicum) ist eine Pflanzenart aus der Gattung Löwenzahn (Taraxacum) innerhalb der Familie der Korbblütler (Asteraceae). Er gehört zu den meist rotfrüchtigen Schwielen-Löwenzahnen (Taraxacum sect. Erythrosperma (H. Lindb.) Dahlst.).

## Beschreibung

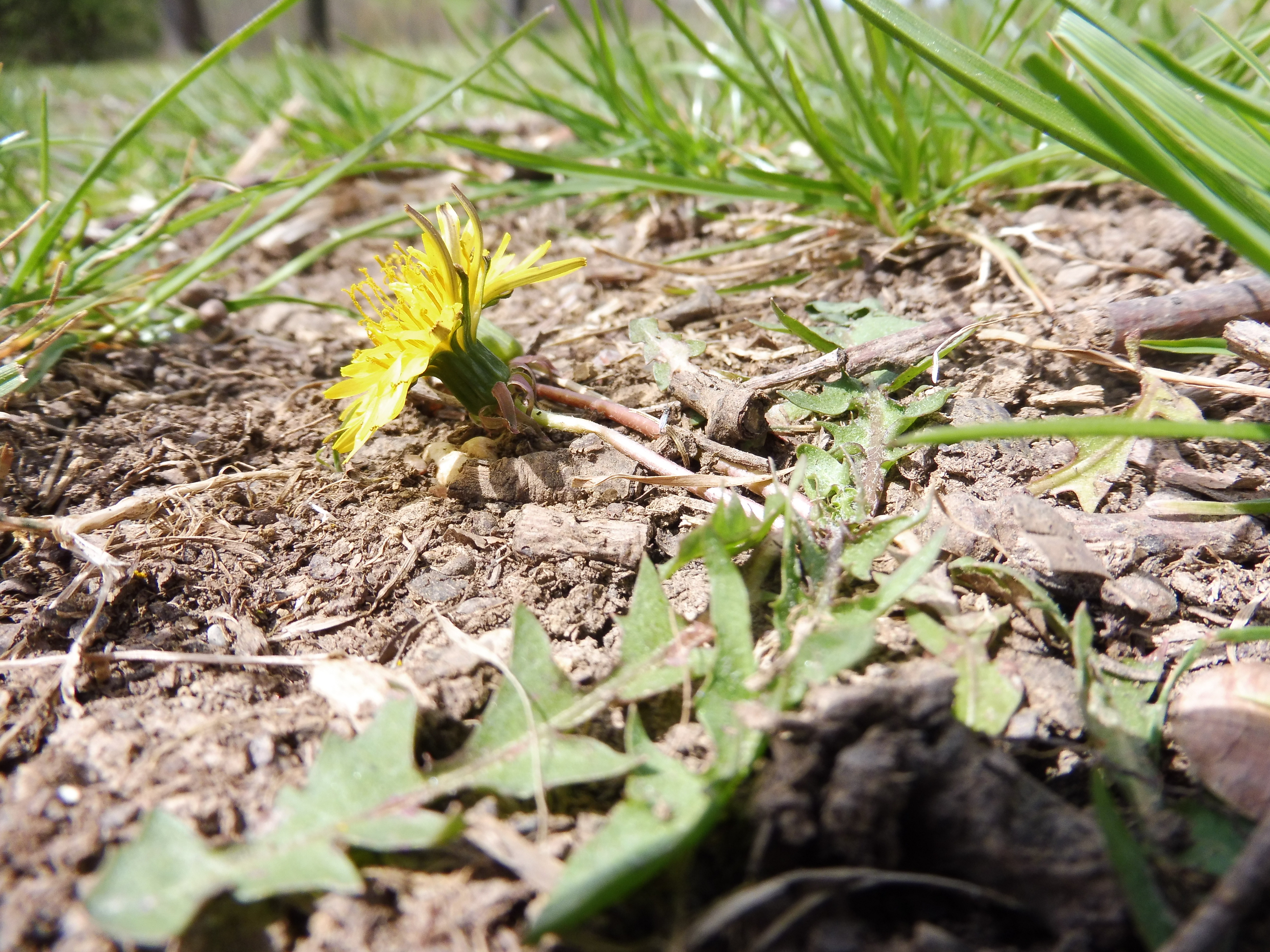
Blütenkorb mit zurückgebogenen rotvioletten Hüllblättern

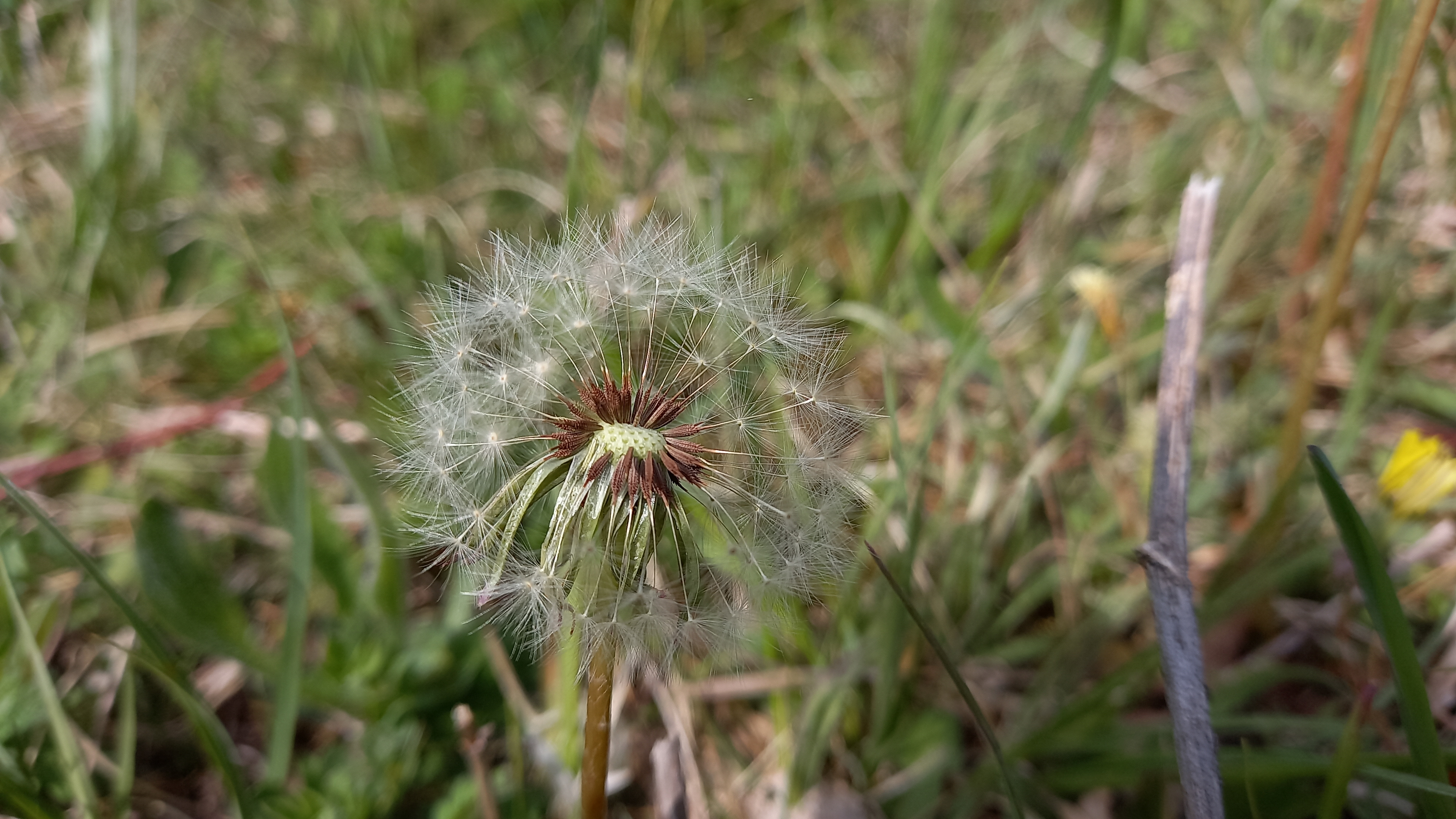
Samenstand Taraxacum bellicum Eichenhain, Stuttgart 21.04.2022

Taraxacum bellicum ähnelt Taraxacum scanicum und wurde erst spät von dieser abgegrenzt. In Deutschland wurde er 2004 zunächst als Taraxacum prunicolor Mart. Schmid, Vašut & Oosterv. neu beschrieben, bevor 2007 die Identität mit dem aus Finnland beschriebenen Taraxacum bellicum festgestellt wurde.

### Vegetative Merkmale
Der Pflaumenfarbige Löwenzahn wächst als ausdauernde krautige Pflanze.
Die in grundständigen Rosetten angeordneten, zumeist niederliegenden Laubblätter sind in Blattstiel und Blattspreite gegliedert. Die Blattstiele sind rot bis purpurfarben. Die hellgrüne Blattspreite ist gelappt. Nur einige Blattseitenlappen haben Einschnitte am oberen Rand.

### Generative Merkmale
Die Blütezeit reicht von Mitte bis Ende April, in warmen Jahren auch etwas früher. Die Blüten stehen in Blütenkörben zusammen. Die äußeren Hüllblätter der Blüte sind zurückgeschlagen und oft intensiv rotviolett gefärbt (daher der Name Taraxacum prunicolor) und nur schwach gehöckert (Schwielen). Die Blüten sind hellgelb. Die Narbe sind grün, mit Pollen.
Ein wichtiges Unterscheidungsmerkmal bei Schwielen-Löwenzähnen sind die Achänen, die bei Taraxacum bellicum mehr oder weniger hell rotbraun sind. Bei Taraxacum scanicum sind diese dagegen dunkel rotbraun.
Die Chromosomenzahl beträgt 2n = 24.

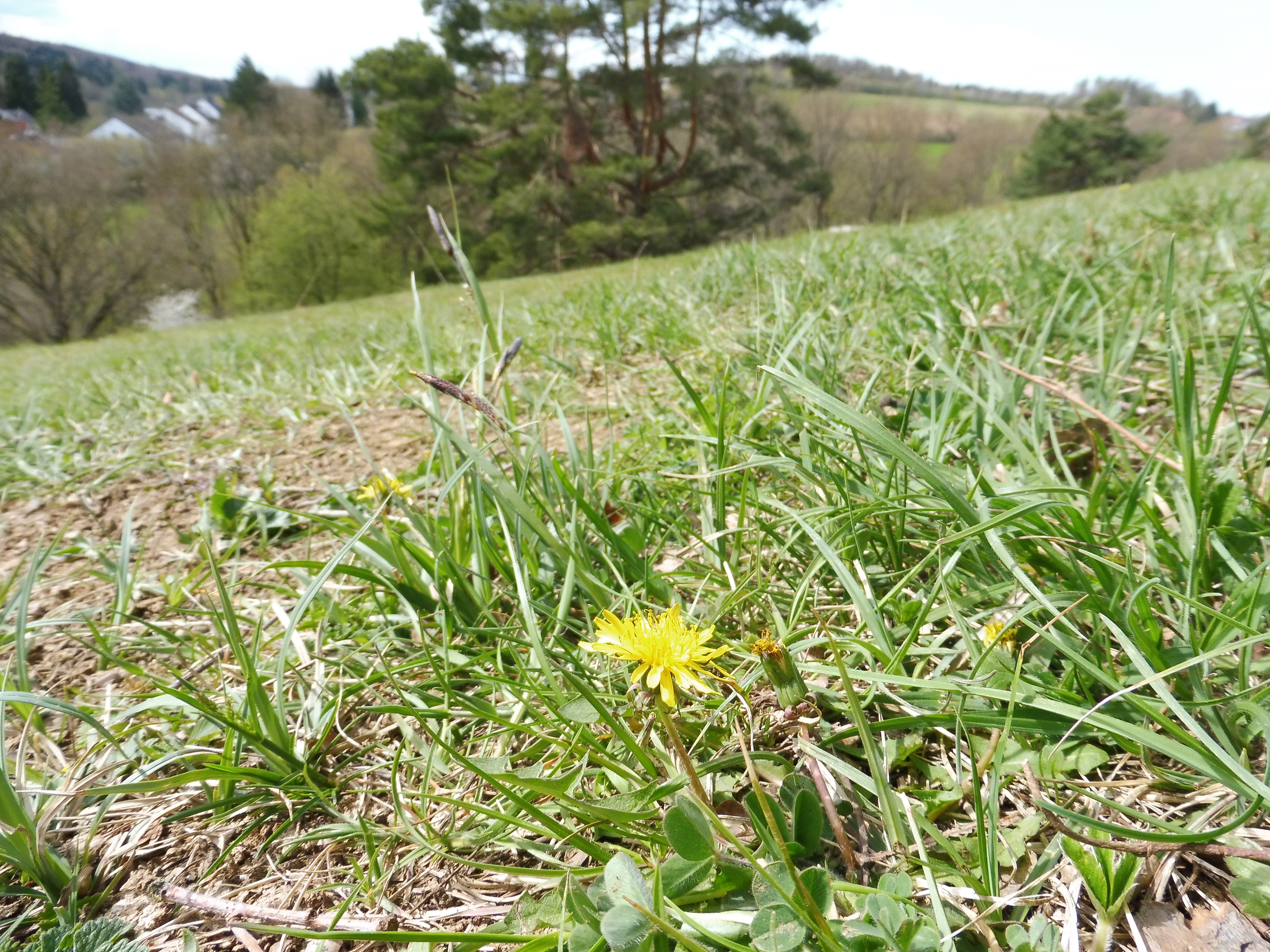
Taraxacum bellicum in Magerrasen des Naturschutzgebiets Eichenhain

## Vorkommen

### Verbreitung in Deutschland
Der Pflaumenfarbige Löwenzahn kommt sehr zerstreut und streckenweise selten in Deutschland vor. Man findet ihn vor allem in den südlichen Bundesländern. In Bayern ist die Art verbreitet, in Thüringen, Baden-Württemberg 2) und Hessen eher selten. In Berlin findet sich ein Vorkommen.

### Standortansprüche
Der Pflaumenfarbige Löwenzahn wächst in Deutschland in Halb- und Trockenrasen, vor allem an trittgeschädigten Stellen und Bodenanrissen (Trampelpfade).

## Artenschutz
Der Pflaumenfarbige Löwenzahn bedarf wegen seiner Gefährdung und Seltenheit des Naturschutzes.

## Systematik
Die Erstbeschreibung von Taraxacum bellicum erfolgte 1983 durch den finnischen Spezialisten für Haut- und Geschlechtskrankheiten, Kunstliebhaber und Botaniker Carl Eric Sonck (1905–2004). Das Artepithon bellicum bedeutet „bewaffnet“ und bezieht sich auf die Blattform. Ein Synonym für Taraxacum bellicum ist Taraxacum prunicolor. Sonck bezog sich auf Pflanzen, die er im nördlichen Lappland (Finnland) gefunden hatte. Es dürfte sich um Einschlepplinge aus Deutschland, Österreich oder Polen gehandelt haben, welche die Deutsche Wehrmacht in den 1940er Jahren mit Heutransporten für Pferde ins Land gebracht hatte.3)
Die Art Taraxacum bellicum gehört zur Sektion der Schwielen-Löwenzähne (Taraxacum sect. Erythrosperma) in der Gattung Taraxacum.